# Tetracheilostoma carlae
Tetracheilostoma carlae är en trådorm som är endemisk på Barbados och tillhör familjen äkta blindormar, Leptotyphlopidae. Den ingår i släktet Tetracheilostoma som har tre arter och beskrevs som egen art först år 2008, av den amerikanske professorn och herpetologen S. Blair Hedges. Dess längd är 10 cm inklusive svans vilket gör den till världens minsta kända orm. Fyndet gjordes i en nästan försvunnen skogstyp, vilket fått forskarna att tro att ormen är mycket sällsynt. Ormens kropp har i genomsnitt en diameter av 2,5 mm.
Landskapet där arten hittades är kullig och ligger 100 till 280 meter över havet. Habitatet utgörs av fuktiga skogar som kan vara förändrade. Tetracheilostoma carlae lever i lövskiktet. Nära besläktade ormar gräver även i det översta jordlagret.
Ormen lever på en kost av termiter. Med DNA-analys har fastslagits att det verkligen rör sig om en orm och inte om en mask. Mellan tidig 2000-talet och 2025 hittades inga exemplar av arten och det befarades att den var utdöd. Djuret är blint. Såvida känd lägger honan ett ägg per tillfälle vad som är ovanlig för ormar.
Av öns skogar finns endast 5 till 10 procent kvar. Reviren är dessutom skilda från varandra. Den introducerade blomkruksormen är en konkurrent för Tetracheilostoma carlae. Alla revir tillsammans uppskattas vara 10 km² stora. IUCN listar arten som akut hotad (CR).